# Battle Studies
Battle Studies é o quarto álbum de estúdio do músico estadunidense John Mayer, lançado em 12 de novembro de 2009 através da Sony Music Entertainment. Gravado em 2009 em estúdios localizados na Califórnia e Nova York, o disco incorpora elementos sonoros característicos das músicas rock e pop, evidentes em todas as faixas. Suas composições são inteiramente assinadas pelo próprio Mayer, com execeção da faixa "Crossroads", escrita por Robert Johnson. A produção ficou a cargo de Mayer e Steve Jordan.
O lançamento de Battle Studies foi precedido pela divulgação dos singles "Who Says" e "Heartbreak Warfare", que obtiveram resultados comercias moderados nas paradas musicais ao redor do mundo. "Who Says" conseguiu atingir a 17ª posição da Billboard Hot 100 e figurar entre os 10 primeiros lugares das paradas da Noruega, Dinamarca e Suécia, além de ter aparecido no top 40 da Austrália e dos Países Baixos. Já "Heartbreak Warfare" bastante inferior a de seu sucessor, uma vez que suas posições de pico na maioria dos charts foram inferiores as de "Who Says", sendo a mais alta delas o 6º lugar da parada dos Países Baixos. Além destes, outros dois singles foram divulgados para promover o álbum: "Half of My Heart" e "Perfectly Lonely". "Half of My Heart" teve como posição de destaque o 25º posto da Billboard Hot 100, enquanto "Perfectly Lonely" esteve presente apenas na parada dos Países Baixos, ocupando a 52ª colocação.
Após sua divulgação, Battle Studies obteve uma resposta favorável por parte da crítica especializada. No agregador de resenhas Metacritic, que emprega um média de 0 a 100 pontos aos álbuns baseado nas análises dos críticos, o álbum obteve 64 pontos de aprovação, calculados com base nas 17 resenhas recolhidas. Além da recepção positiva da crítica, o compacto também foi bem recebido pelo público. Nos Estados Unidos, conseguiu estrear na primeira posição da Billboard 200 devido a venda de cerca de 286 mil cópias na primeira semana de distribuição. Em outros países, como Canadá, Austrália, Noruega e Países Baixos também obteve vendagens suficientes para estrear entre os 10 mais vendidos. Nos Estados Unidos, Canadá, Austrália, Nova Zelândia e Países Baixos, as vendas acumuladas renderam cinco discos de platina e um disco de ouro.
Para auxiliar na divulgação do disco, Mayer realizou diversas apresentações em programas de televisão e alguns concertos especiais. Entre 2009 e 2010, o músico embarcou na Battle Studies World Tour, que visitou diversos países na América do Norte, Europa e Ásia. Na setlist das apresentações, foram inclusas algumas faixas de Battle Studies, como "Who Says" e "Heartbreak Warfare".

## Antecedentes e desenvolvimento
O álbum se chama Battle Studies porque ele incorpora várias lições e observações, além de alguns conselhos. [Ele] é como um manual, um manual para os corações partidos.

—John Mayer explicando o título do álbum.
Produzido por Mayer em parceria com Steve Jordan, Battle Studies incorpora as melodias do pop rock californiano das décadas de 70 e 80 em conjunto com letras mais pessoais, criadas durante um período aproximado de seis meses em sessões de gravação realizadas na casa do próprio Mayer, localizada em Los Angeles, Califórnia. O cantor descreveu o álbum como "um passo adiante na direção de um som extremamente experimental para o homem que ficou conhecido por sua sensibilidade lírica e suas batidas de blues", definindo-o como "o próximo capítulo na história sobre quem eu sou".
Mayer também comparou seu trabalho no disco com o do grupo musical Fleetwood Mac e dos cantores Tom Petty e Neil Young, afirmando que "enquanto Continuum é R&B e Soul", seu sucessor "foi escrito tendo em mente a mesma intemporalidade", contendo melodias e mensagens "concisas e vindas de dentro, unidas a eficiência da simplicidade". Sobre a temática da obra, ele declarou: "Eu amo os temas guerra e batalha. O lado militarista, vulgar e violento de um relacionamento descendo ladeira abaixo. O álbum começa como uma espécie de nascer do sol, seguida pela escuridão, que é então substituída pelo sol".

## Singles
De acordo com o Twitter oficial de John Mayer, Who Says foi o primeiro single do álbum e sua pré-estreia foi em 25 de Setembro de 2009 pelo site oficial (www.johnmayer.com). O lançamento oficial do single foi feito em 13 de Outubro 2009.
O segundo single foi Heartbreak Warfare, que teve sua pré-estreia no dia 19 de Outubro de 2009.
O terceiro single foi Half Of My Heart, lançado em 1° de Junho de 2010.
O quarto single foi Perfectly Lonely, lançado dia 13 de Novembro de 2010.

## Faixas
1. "Heartbreak Warfare"
2. "All We Ever Do Is Say Goodbye"
3. "Half of My Heart" (colaboração de Taylor Swift)
4. "Who Says"
5. "Perfectly Lonely"
6. "Assassin"
7. "Crossroads"
8. "War Of My Life"
9. "Edge Of Desire"
10. "Do You Know Me"
11. "Friends, Lovers Or Nothing"
12. "I'm On Fire" (faixa bônus exclusiva para venda pelo iTunes)

## Desempenho comercial

### Posições nas paradas musicais
| País – Parada musical (2009-13)                         | Melhor posição |
| ------------------------------------------------------- | -------------- |
| Alemanha – German Albums Chart                          | 39             |
| Austrália – Australian Albums Chart                     | 3              |
| Áustria – Austrian Albums Chart                         | 60             |
| Bélgica – Belgian Heatseekers Albums Chart (Flandres)   | 9              |
| Canadá – Canadian Albums Chart                          | 4              |
| Coreia do Sul – South Korean Albums Chart               | 48             |
| Coreia do Sul – South Korean International Albums Chart | 7              |
| Dinamarca – Danish Albums Chart                         | 7              |
| Escócia – Scottish Albums Chart                         | 34             |
| Estados Unidos – Billboard 200                          | 1              |
| Estados Unidos – Billboard Rock Albums                  | 1              |
| Irlanda – Irish Albums Chart                            | 48             |
| Japão – Japanese Albums Chart                           | 38             |
| México – Mexican Albums Chart                           | 89             |
| Noruega – Norwegian Albums Chart                        | 2              |
| Nova Zelândia – New Zealand Albums Chart                | 11             |
| Países Baixos – Dutch Albums Chart                      | 1              |
| Portugal – Portuguese Albums Chart                      | 19             |
| Reino Unido – UK Albums Chart                           | 35             |
| Suécia – Swedish Albums Chart                           | 5              |
| Suíça – Swiss Albums Chart                              | 45             |
| Taiwan – Taiwanese International Albums Chart           | 16             |
| Taiwan – Taiwanese Western Albums Chart                 | 9              |

| Austrália (ARIA)                                                                                 | Platina    | + 70.000^    |
| Canadá (Music Canada)                                                                            | Platina    | + 80.000^    |
| Estados Unidos (RIAA)                                                                            | Platina    | + 1.000.000^ |
| Nova Zelândia (RIANZ)                                                                            | Ouro       | + 7.500^     |
| Países Baixos (NVPI)                                                                             | 2× Platina | + 80.000*    |
| ^ Número de vendas definido com base apenas no nível de certificação * Número de vendas estimado |            |              |

| País – Parada musical (2009)           | Melhor posição |
| -------------------------------------- | -------------- |
| Austrália – Australian Albums Chart    | 76             |
| Dinamarca – Danish Albums Chart        | 78             |
| Países Baixos – Dutch Albums Chart     | 73             |
| País – Tabela musical (2010)           | Melhor posição |
| Dinamarca – Danish Albums Chart        | 47             |
| Estados Unidos – Billboard 200         | 19             |
| Estados Unidos – Billboard Rock Albums | 1              |
| Países Baixos – Dutch Albums Chart     | 7              |
| Suécia – Swedish Albums Chart          | 46             |
| País – Tabela musical (2011)           | Melhor posição |
| Países Baixos – Dutch Albums Chart     | 92             |

## Créditos
Lista-se abaixo os profissionais envolvidos na elaboração de Battle Studies, de acordo com os créditos do encarte do álbum e dados do website Discogs.
Músicos e funcionários
| - John Mayer - Vocais, Composição, Produção - Taylor Swift - Vocais - Robert Johnson - Composição - Roger Love - Consultoria vocálica - Robbie McIntosh - Guitarra elétrica - Rene Martinez - Técnica de guitarra - Waddy Wachtel - Violão - Pino Palladino - Baixo - Steve Jordan - Bateria, Percussão, Produção - Ian McLagan - Piano, Harmônio, Celesta, Órgão Hammond B3, Wurlitzer - Jamie Muhoberac - Teclado - Bob Reynolds - Saxofone - Bryan Lipps - Trompete | - Ken Hellie - Coordenação de produção - Charlie Paakari - Gravação - Justin Gerrish - Gravação - Ghian Wright - Gravação - Michael H. Brauer - Mixagem - Manny Marroquin - Mixagem - Joe Faria - Mixagem - Ryan Gilligan - Assistência de mixagem - Eric Madrid - Assistência de mixagem - Christian Plata - Assistência de mixagem - Justin Gerrish - Assistência de mixagem - Chad Franscoviak - Engenharia - Greg Calbi - Masterização |

Arte e gerenciamento
| - John Mayer - Direção de arte e Design - SMOG Design, Inc. / Jeri Heiden - Design - Albert Watson - Fotografia - Gary Askew - Fotografia em estúdio - Martin Pradler - Edição digital - Michael McDonald - Gerenciamento - Mick Artist Management - Escritório de gerenciamento - Chris "Feelie" Gott - Gerenciamento de produção - Rit Venerus - Gerenciamento comercial | - Cal Financial Group - Escritório de gerenciamento comercial - Reid Hunter - Gerenciamento legal - Serling - Gerenciamento legal - Rooks - Gerenciamento legal - Ferrara - Gerenciamento legal - McKoy - Gerenciamento legal - Worob LLP - Gerenciamento legal - Ken Hellie - Coordenação de produção |

Estúdios
| - Battle Studies, Calabasas (Califórnia) - Gravação - Capitol Studios, Hollywood (Califórnia) - Gravação - Avatar Studios, Nova York (NY) - Gravação e Mixagem - The Village Studios, Oeste de Los Angeles (Califórnia) - Gravação | - Eletric Lady Studios, Nova York (NY) - Mixagem - Larrabee Studios, Norte de Hollywood (Califórnia) - Mixagem - Sterling Sound, Nova York (NY) - Masterização |

## Histórico de lançamento

### Edição Padrão
| País           | Data                   |
| -------------- | ---------------------- |
| Portugal       | 12 de novembro de 2009 |
| Austrália      | 13 de novembro de 2009 |
| Nova Zelândia  | 13 de novembro de 2009 |
| Países Baixos  | 13 de novembro de 2009 |
| Reino Unido    | 16 de novembro de 2009 |
| Irlanda        | 16 de novembro de 2009 |
| Suécia         | 16 de novembro de 2009 |
| Dinamarca      | 16 de novembro de 2009 |
| Bélgica        | 16 de novembro de 2009 |
| Estados Unidos | 17 de novembro de 2009 |
| Canadá         | 17 de novembro de 2009 |
| Taiwan         | 18 de dezembro de 2009 |
| Alemanha       | 8 de janeiro de 2010   |
| Suíça          | 8 de janeiro de 2010   |
| Áustria        | 8 de janeiro de 2010   |
| Japão          | 28 de abril de 2010    |

| País           | Data                   | Edição |
| -------------- | ---------------------- | ------ |
| Estados Unidos | 1 de dezembro de 2009  | Vinil  |
| Canadá         | 1 de dezembro de 2009  | Vinil  |
| Japão          | 28 de abril de 2010    | CD+DVD |
| Austrália      | 9 de julho de 2010     | CD+DVD |
| Países Baixos  | 30 de setembro de 2010 | CD+DVD |
| Reino Unido    | 4 de outubro de 2010   | CD+DVD |
| Irlanda        | 4 de outubro de 2010   | CD+DVD |
| Estados Unidos | 5 de outubro de 2010   | CD+DVD |
| Canadá         | 5 de outubro de 2010   | CD+DVD |
| Nova Zelândia  | 5 de outubro de 2010   | CD+DVD |
| Taiwan         | 15 de outubro de 2010  | CD+DVD |
| Portugal       | 17 de janeiro de 2011  | CD+DVD |
| Países Baixos  | 12 de julho de 2012    | Vinil  |
| Nova Zelândia  | 20 de julho de 2012    | Vinil  |
| Irlanda        | 23 de julho de 2012    | Vinil  |
| Reino Unido    | 30 de julho de 2012    | Vinil  |